# Ferencz Éva (labdarúgó)
Ferencz Éva (Pécs, 1964. december 4. –) labdarúgó, csatár. Jelenleg a Szigetvári Vasas játékosa.

## Pályafutása
A Pécsi Fortuna labdarúgója volt, ahol két bajnoki bronzérmet és két magyar kupa győzelmet szerzett a csapattal. A 2005–06-os idényben a Pécsi MFC csapatában játszott. 2006 nyarától 2008 év végéig a Pécsi VSK együttesében szerepelt. 2009 tavaszán a Völgységi NSE, őszén a Szigetvári Vasas csapatában. 2010 márciusától 2012 év végéig ismét a Pécsi VSK labdarúgója volt. 2013 tavaszán visszatért a Szigetvári Vasashoz.

## Sikerei, díjai
- Magyar bajnokság
  - 3.: 1994–95, 1996–97
- Magyar kupa
  - győztes: 1995, 1997
- Magyar szuperkupa
  - döntős: 1993, 1995